# 齐一丁
齐一丁（1920年7月—2001年11月19日），男，直隶（今河北）平山人，中华人民共和国政治人物，曾任中华人民共和国第四机械工业部副部长。